# Федерація мотоспорту України
Федерація мотоциклетного спорту України (ФМСУ) — громадська організація в Україні. Зареєстрована Міністерством у справах сім'ї, молоді та спорту України 5 травня 1992 р. (Св.№ 61) з наступною перереєстрацією в Міністерстві юстиції України 16 лютого 2000 р. (Св. № 1334).
З жовтня 1992 р. член Міжнародної мотоциклетної федерації, до складу якої входять 104 країни.